# Aranimokw
Aranimokw, nekadašnje selo Karok Indijanaca kod Red Cap creeka, pritoke Klamatha u Kaliforniji.  Kraj u kojem se nalazilo danas pripada okrugu Humboldt, ali njegova precizna lokacija nije poznata.